# Rostaing Ier (évêque d'Avignon)
Pour les articles homonymes, voir Rostaing.
Rostaing († v. 1075/76) est un évêque d'Avignon de la seconde moitié du XIe siècle, sous le nom de Rostaing Ier, issu de la famille vicomtale d'Avignon.

## Biographie

### Origines
Rostaing est mentionné pour la première fois dans un acte daté des environs de 1040 (Cartulaire de Saint-Victor de Marseille - CSV, no 790). Il est le fils de Bérenger Ier, juge-vicomte d'Avignon, et de Gerberge, fille d'Odile et de Miron, d'importants seigneurs de Nice et de Sisteron,,. Il a sept frères connus par les actes, Bérenger II (mort après 1065), vicomte d'Avignon et de Sisteron ; Raimond Decan, doyen d'Avignon ; Guilhem, vicomte ; Laugier, vicomte ; Rostaing Bérenger, vicomte, et Bertran,.
Il est l'oncle de Bérenger, évêque de Fréjus (1091-1131). Plusieurs membres de cette famille sont d'ailleurs présents dans les chapitres cathédraux d'Avignon et de Fréjus.

### Épiscopat
Rostaing est connu comme évêque d'Avignon à partir de l'année 1047 (Magnani, 2001, propose l'année 1050).
En 1054, il fait la donation de deux églises, Saint-Victor et Saint-Jean in castro Bucei, à l'abbaye de Montmajour.
En février 1063, il signe aux côtés de son père, le vicomte, sa mère et ses frères, une donation de Pont-de-Sorgues, en Avignon, à Cluny. Il autorise également avec son Chapitre la donation de l'église de la Sainte-Trinité dans le castrum de Sorgues. Rostaing fait la demande de gérer l'obédience de Sorgues auprès de l'abbé Hugues. Ce dernier l'autorise, mais soupçonnant Rostaing de vouloir accaparer le bien, l'abbé cherche à obtenir la garantie du retour de Sorgues à Cluny à la mort de l'évêque (et surtout éviter un retour dans le domaine vicomtal).
En raison de ses origines familiales, il possède des droits fonciers dans les environs de Forcalquier. Selon le Cartulaire de Saint-Victor, il intervient, tout autant en tant que membre de la lignée maternelle, les Nice-Orange que de protecteur de Saint-Victor, afin que d'anciennes possessions de l'abbaye situées autour de Forcalquier, entre 1065 à 1075, reviennent à l'abbaye.
Selon une charte de 1066, il est l'un des participants du concile d’Avignon, qui s'est tenu en 1060,. Le synode s'est penché notamment sur la situation à Sisteron, dénonçant la simonie, voire le nicolaïsme, qui aurait frappé cette Église. Raimbaud de Nice est excommunié à cette occasion, sans que la sentence ne soit appliquée,. Il semble probable que cette sentence ait fait l'objet d'un compromis entre Cluny et les parents de Raimbaud présent lors du concile, non seulement Rostaing, évêque d'Avignon, mais aussi Pierre, fils de Raimbaud et évêque de Vaison, Alfant, neveu de Raimbaud et évêque d'Apt, et Raimbaud de Reillanne, beau-frère de Raimbaud et archevêque d'Arles,. À la suite de la nomination du nouvel évêque de Sisteron, Gérard Chevrier, Rostaing est l'une des deux personnalités désignées comme garant pour veiller à la bonne gestion du nouveau siège de l'évêché, installé à Forcalquier. À la mort de l'évêque de Sisteron, vers 1074-1082, Rostaing, associé à la comtesse Adélaïde (épouse de Raimbaud de Nice), tous deux apparentés aux Nice-Orange, favorisent la réforme du chapitre et jouent les médiateurs entre le nouvel évêque et les vicomtes de Sisteron.

### Mort et succession
Le dernier acte connu de lui remonte au 30 janvier 1074.
Rostaing semble mourir entre 1075 et 1076,.
À sa mort, le siège d'Avignon reste vacant jusqu'en 1094, permettant à la famille vicomtale, pourtant soutien de la réforme grégorienne, de gérer les biens de l'évêché. Magnani (1999) suppose que la donation, dix ans auparavant, du vicomte à Cluny reposait « peut-être la contrepartie de la complicité de l'abbé ».